# Nyssiodes ochraceus
Nyssiodes ochraceus är en fjärilsart som beskrevs av Eugen Wehrli 1924. Nyssiodes ochraceus ingår i släktet Nyssiodes och familjen mätare. Inga underarter finns listade i Catalogue of Life.